# مرخ ناري
مرخ ناري أو شجرة النار (الاسم العلمي Leptadenia pyrotechnica)، شجيرة من الفصيلة الدفلية.

## وصف النبات
```
شجیرة دائمة الاخضرار 1.5-3 (5) متر في ارتفاع الساق، الساق 
خضراء
 أسطوانية، ذات أفرع متبادلة، خضراء فاتحة، تبدو عديمة 
الأوراق
، الأوراق صغيرة، متساقطة، مستطيلة رفيعة، 
الأزهار
 تحمل في 
نورات
 محدودة أبطية، الكأس ذو شعيرات ناعمة، وفصوص مثلثة الشكل ⅓ طول أنبوبة التويج، التويج دائري 6 مم في القطر، أصفر مخضر، الفصوص مثلثية بيضية، حادة، لها شعيرات ناعمة وبها زوائد متبادلة. 
الثمرة
 
جرابية
 في أزواج 10-15 سم في الطول، البذور لها زوائد زغبية عديدة بيضاء اللون.
[
4
]
```

## الانتشار الجغرافي
ینتشر النبات في المناطق المداریة في أفریقیا، آسیا وحوض المتوسط. في دولة الإمارات العربية المتحدة ینمو النبات في المناطق الرملية الصحراوية والمناطق الرملية القريبة من الجبال، كما تم استزراع الكثير داخل الغابات، وجوانب الطرق.

## تحمل الملوحة والاستخدامات
تتحمل الملوحة المرتفعة. لها استخدامات كثيرة في الطب الشعبي حي تتمرخ به الحوامل عند تعسر الولادة،
ولذلك سمي بالمرخ. تسهم في تثبيت الكثبان الرملية.